# 恵来県
恵来県（けいらいけん）は中華人民共和国広東省掲陽市に位置する県。

## 歴史
1524年（嘉靖3年）、明により恵来県が設置された。

## 行政区画
下部に15鎮を管轄する
- 恵城鎮、華湖鎮、仙庵鎮、靖海鎮、周田鎮、前詹鎮、神泉鎮、東隴鎮、岐石鎮、隆江鎮、渓西鎮、鰲江鎮、東港鎮、葵潭鎮、僑園鎮

## 交通

### 鉄道
- 中国国家鉄路集団
  - 廈深線
    - 葵潭駅

  - 汕汕線（中国語版）
    - 恵来駅

### 道路
- 高速道路
  -  瀋海高速道路
  -  掲恵高速道路（中国語版）
  -  掲普恵高速道路（中国語版）
- 国道
  - G228国道
  - G238国道（中国語版）
  - G324国道